# ベルベリキア (小惑星)
ベルベリキア (776 Berbericia) は小惑星帯の小惑星である。ハイデルベルクのケーニッヒシュトゥール天文台で、ドイツの天文学者アダム・マシンガーが発見した。
ドイツの天文学者アドルフ・ベルベリッヒに因んで命名された。
1990年代後半、世界中の天文学者が光度曲線のデータを持ち寄って、新しい10個の小惑星のスピン状態や形を解析したが、その中にはベルベリキアも含まれていた。
2009年4月に関東地方で掩蔽が観測された。